# Ливера (Грчка)
Ливера (грч. Λιβερά) је насељено место у општини Кожани у периферији Западна Македонија, Грчка. Према попису из 2021. године било је 19 становника.
Насеље је 1913. године имало 723 житеља Турака. Године 1923. турско становништво је принудно исељено у Турску а на њихово место је насељено 70 грчких избегличких породица, којих је на попису из 1928. године било 295. Село се раније звало Курчово.